# Kanton Aumale
Kanton Aumale is een voormalig kanton van het Franse departement Seine-Maritime. Het kanton maakte deel uit van het arrondissement Dieppe. Het werd opgeheven bij decreet van 27 februari 2014 met uitwerking in maart 2015.

## Gemeenten
Het kanton Aumale omvatte de volgende gemeenten:
- Aubéguimont
- Aumale (hoofdplaats)
- Le Caule-Sainte-Beuve
- Conteville ('s-Gravenhoeve)
- Criquiers
- Ellecourt
- Haudricourt
- Illois
- Landes-Vieilles-et-Neuves
- Marques
- Morienne
- Nullemont
- Richemont
- Ronchois
- Vieux-Rouen-sur-Bresle